# Таймырский заповедник
Госуда́рственный приро́дный биосфе́рный запове́дник «Таймы́рский» — один из самых больших заповедников России. Расположен на севере Красноярского края, на полуострове Таймыр. Создан 23 февраля 1979 года.
Таймырский заповедник имеет кластерный характер и состоит из 4 участков. Охранная зона «Бикада» и арктический филиал были присоединены к заповеднику в 1994 году. До этого зона «Бикада», предназначенная для охраны акклиматизируемой популяции овцебыка в зоне расселения, была заказником окружного подчинения, а арктический филиал проектировался как участок Большого Арктического заповедника. С 20 марта 2013 года Таймырский заповедник перестал быть самостоятельным учреждением и вошёл в состав ФГБУ «Заповедники Таймыра» вместе с Путоранским и Большим Арктическим заповедниками.
В 1995 году решением ЮНЕСКО Таймырский заповедник получил статус биосферного.

## Природа
Погода здесь не отличается теплом: заморозки и снег бывают даже в июле. Зимой на водоёмах образуется лёд, толщиной около 2 метров. Вся территория заповедника находится в зоне сплошной многолетней мерзлоты.
На территории заповедника много водоёмов, в их числе довольно крупная река Верхняя Таймыра протяжённостью около 570 км. А юго-западней большое арктическое озеро -Таймыр. Они разнообразят унылый тундровый ландшафт и создают условия для жизни водных растений и животных.

### Флора
На территории заповедника произрастают 430 видов высших сосудистых растений, 223 вида мхов и 265 — лишайников.
Облик Таймырского заповедника определяют тундры — яркие и обильные летом, суровые и безрадостные зимой, арктические. У природы не хватает здесь сил поддерживать сплошной растительный покров, поэтому в кустарниково-моховых тундрах на возвышенных местах обычны участки голого грунта. Южнее распространены кустарниково-моховые и кочкарные тундры, встречаются островки кустарниковых тундр, занятых ёрником и кустарниковыми ивами. Много болот разного происхождения. В высоких, сглаженных горах Бырранга, которые заходят в заповедник по левобережью Верхней Таймыры, есть вкрапления арктических пустынь. Эта часть самая суровая.
Лесотундра представлена двумя участками: Ары-Мас и Лукунский лес. Там растут продвинувшиеся далеко на север даурские лиственницы. Деревья в Ары-Масе достигают 10 метров высоты, и, оказавшись внутри этого уникального лесного массива, трудно поверить, что он расположен выше 72-го градуса северной широты.

### Фауна
В заповеднике отмечен 21 вид млекопитающих. Существует самое крупное в мире стадо дикого северного оленя. В 1970-х годах в таймырской тундре начали эксперимент по расселению овцебыка. Теперь около 8 тысяч этих животных, первые особи которых были завезены из Канады и США, расселились по восточному Таймыру.
Встречено 116 видов птиц, 74 из них гнездятся, в реках и озёрах водится свыше 15 видов рыб. Здесь водятся лососёвые, в основном семейства сигов — чир, нельма, муксун, ряпушка, сиг ледовитоморский, омуль; в озёрах встречаются гольцы Обычны также налим, хариус сибирский, пелядь, корюшка сибирская.
В заповеднике много водных птиц — гусь-гуменник, гага-гребенушка, тундровый лебедь, чернозобая и полярная гагары, краснозобая казарка, различные кулики и чайки. На крутых обрывистых берегах рек гнездятся хищники — сокол-сапсан, канюк-зимняк, белая сова.